# Edward Charles Pickering
Edward Charles Pickering (Boston, 19 luglio 1846 – Cambridge, 3 febbraio 1919) è stato un astronomo e fisico statunitense, fratello di William Henry Pickering. Assieme a Carl Vogel, Pickering scoprì la prima stella binaria spettroscopica.

## Biografia
Nato a Boston, frequentò la Boston Latin School.
Si diploma diciannovenne presso la Lawrence Scientific School (facente parte dell'Università di Harvard) e dal 1867 è assistente di fisica presso il Massachusetts Institute of Technology.
Successivamente divenne direttore dell'Osservatorio di Harvard, dove compì grandi passi in avanti nello studio degli spettri stellari con l'uso della fotografia. Ad Harvard molte donne lavorarono per lui, tra cui Annie Jump Cannon, Henrietta Swan Leavitt, Evelyn Leland ed Antonia Maury. Costoro, conosciute più tardi come "l'harem di Pickering", fecero numerose scoperte di grande importanza. Ad esempio, Leavitt scoprì la relazione periodo luminosità delle Cefeidi.
Nel 1911 fu tra i fondatori della American Association of Variable Star Observers, con William Olcott.

## Riconoscimenti
- Nel 1886 ricevette la Medaglia d'Oro della Royal Astronomical Society
- Nel 1888 gli fu assegnata la Henry Draper Medal.

Assieme al fratello gli sono stati dedicati:
- un cratere lunare di 15 km di diametro[3]
- un cratere sul pianeta Marte di 115 km di diametro[4]
- un asteroide, 784 Pickeringia.